# Майстер де Дюнуа

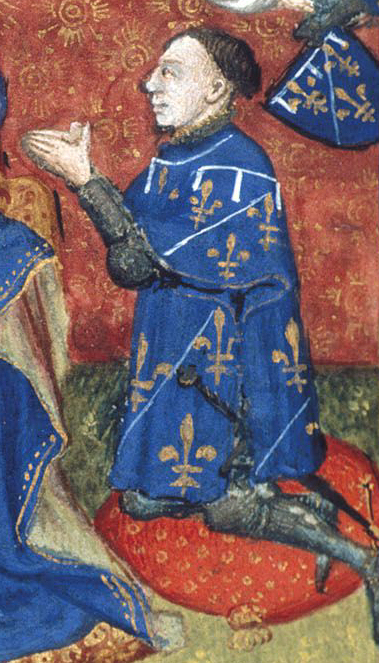
Жан де Дюнуа, фрагмент мініатюри з Часослова майстра де Дюнуа

Майстер де Дюнуа (фр. Maître de Dunois) — анонімний французький художник-ілюстратор, що працював у Парижі близько 1430 року. Умовне ім'я художника походить від Часослова, ілюмінованого ним для графа Жана де Дюнуа.

## Стиль
Майстер де Дюнуа був представником реалістичного напрямку французької книжкової мініатюри. Він працював у майстерні Майстра Часослова Бедфорда в Парижі. Тож його стиль нагадує стиль майстра Часослова Брежфорда, збагачений елементами, запозиченими з оформлення Часословів Братів Лімбургів. На думку мистецтвознавців у творах майстра де Дюнуа відчувається вплив нідерландського художника Яна ван Ейка, зокрема його «Роленської мадонни»..

## Твори
- Часослов майстра де Дюнуа, Британська бібліотека, Лондон[2][3]
- Часослов «Золота книга за звичаєм Парижа» (фр. Livre d’heures selon l’usage de Paris), Національна бібліотека Франції, Париж[4][5] .